# Олений (остров, Карское море)
Оле́ний — остров в Карском море, к северу от Гыданского полуострова, в Тазовском районе Ямало-Ненецкого автономного округа. Площадь — 1197 км². 
Отделён от материка (Гыданский полуостров) мелководным проливом Олений, шириной в самой узкой части около 2 км. Поверхность острова равнинная, с большим количеством озёр. На острове широко распространены полигональные тундры. На возвышенных участках напочвенный покров образован мхами и лишайниками, в травяно-кустарничковом ярусе встречаются разные виды стелющихся ив. В понижениях, вокруг многочисленных озёр, располагаются, в основном, осоково-мховые болота.
Открыт предположительно экспедицией Луки Москвитина в начале XVII века.